# 500人SEX
Pour plus de détails, voir Fiche technique et Distribution.
500人SEX, en anglais 500 Person Sex, est un film pornographique japonais produit en 2006 par Soft On Demand et réalisé par Yukitsugu Tsuchiya, qui montre les rapports sexuels de 250 couples simultanément sous le même toit.

## Résumé de l’action
Le film commence par l'arrivée de 250 jeunes Japonaises dans une vaste salle où tout est blanc, meublée de futons juxtaposés. Les filles rejoignent le futon qui leur a été attribué. Obéissant à un signal, elles commencent toutes ensemble à se déshabiller. Quand elles sont nues, les garçons les rejoignent, vêtus de slips blancs uniformes. Ils déroulent les préliminaires en changeant d'action simultanément : debout, pelle, caresse des seins ; assis, caresse du clitoris ; figure 69. Tous ensemble, ils commencent la pénétration et changent de position : missionnaire, levrette, amazone, figure libre, éjaculation. Une musique douce annonce la fin de l'action pendant que les couples se désunissent et se détendent allongés sur les futons. Les garçons quittent la salle et les filles se rassemblent pour la photo de groupe. En intermède, on voit une série d'interviews des filles pendant le voyage aller vers le lieu de l'action.

## Mise en scène
La mise en scène est d'une grande austérité. Le lieu est un hangar entièrement blanc sans mobilier ni décoration, équipé de diffuseurs qui donnent une lumière sans ombres venant du haut. Les prises de vue font appel à une caméra sur grue et à des caméras portées par des opérateurs qui passent entre les rangées. Le montage alterne les plans d'ensemble et panoramiques vus de haut, les travellings entre les rangs d'acteurs, les vues d'ensemble au niveau du sol, et des plans rapprochés sur les couples, les corps et les visages, passant d'un couple à l'autre sans s'attarder plus de quelques secondes. D'une séquence à l'autre, on passe d'une vue presque géométrique (les plans d'ensemble des couples sur les futons rectangulaires) à une sensation de foule dense (les vues d'ensemble rasantes) et à des moments d'intimité qui se succèdent rapidement (les plans rapprochés).

## Commentaires
L’événement a été annoncé par les agences de presse le 11 juin 2006, avec distribution de quelques photos par la production, et repris immédiatement par la presse et les blogs spécialisés. Le tournage a eu lieu nettement plus tôt, comme l'indique le vêtement des filles. Le lieu et la date exacte du tournage n'ont pas été publiés. Certains ont prétendu que le tournage avait eu lieu début avril, le jour de Kanamara Matsuri, fête de la fertilité de Kawasaki.
Le qualificatif de « record du monde de l’orgie » ne s'applique pas à la réalité de l’événement. L’action est très organisée. Les futons sont identifiés par leurs coordonnées ; les participants portent l’identité de leur place au poignet (bracelet pour les filles, autocollant pour les garçons). Chaque couple sur son futon n’a aucun contact avec les voisins, mais suit les signaux du maître de cérémonie pour passer d’une étape à l’autre. Malgré les bruits et les cris, on a l’impression d’assister à un rite collectif codifié.
Comme il est habituel dans les films japonais, l'attention est concentrée sur le corps et la jouissance des filles ; il n'y a aucun plan rapproché sur le visage d'un garçon. Les gros plans sur les sexes en action, figure obligatoire du porno, ne sont montrés qu'en passant. Ils sont d'ailleurs pixelisés sur l'enregistrement commercial.
Le générique de fin donne les noms ou pseudonymes des 500 participants, par couple. Le classement commercial dit 素人 amateur.
Les préservatifs ont été utilisés.

## Diffusion
Le film a reçu un prix spécial lors de l'AV Open 2006.
Le film, diffusé sur support DVD par Soft On Demand, est disponible depuis mai 2006 sur les sites de vente à distance. Il peut être également téléchargé en toute légalité sur des sites payants.